# Tyjani Beztati
Tyjani Beztati (Amsterdam, 21 oktober 1997) is een Marokkaans-Surinaams Nederlands kickbokser. Hij staat sinds 2016 onder contract bij GLORY en is zesmalig Glory Lightweight World Champion.

## Biografie
Tyjani Beztati werd geboren in Amsterdam als zoon van een Marokkaanse vader en een Surinaamse moeder.

## Titels
- Glory
  - 2021 Glory Lightweight World Champion